# Danh sách tiểu hành tinh: 26101–26200
| Tên                   | Tên đầu tiên | Ngày phát hiện       | Nơi phát hiện          | Người phát hiện                                  |
| --------------------- | ------------ | -------------------- | ---------------------- | ------------------------------------------------ |
| 26101 -               | 1990 QQ6     | 20 tháng 8 năm 1990  | La Silla               | E. W. Elst                                       |
| 26102 -               | 1990 QA9     | 16 tháng 8 năm 1990  | La Silla               | E. W. Elst                                       |
| 26103                 | 1990 SC3     | 18 tháng 9 năm 1990  | Palomar                | H. E. Holt                                       |
| 26104 -               | 1990 VV1     | 11 tháng 11 năm 1990 | Kitami                 | K. Endate, K. Watanabe                           |
| 26105 -               | 1990 VH5     | 15 tháng 11 năm 1990 | La Silla               | E. W. Elst                                       |
| 26106 -               | 1990 WJ2     | 18 tháng 11 năm 1990 | La Silla               | E. W. Elst                                       |
| 26107 -               | 1991 GZ5     | 8 tháng 4 năm 1991   | La Silla               | E. W. Elst                                       |
| 26108 -               | 1991 LF2     | 6 tháng 6 năm 1991   | La Silla               | E. W. Elst                                       |
| 26109 -               | 1991 LJ3     | 6 tháng 6 năm 1991   | La Silla               | E. W. Elst                                       |
| 26110                 | 1991 NK4     | 8 tháng 7 năm 1991   | La Silla               | H. Debehogne                                     |
| 26111                 | 1991 OV      | 18 tháng 7 năm 1991  | Palomar                | H. E. Holt                                       |
| 26112                 | 1991 PG18    | 8 tháng 8 năm 1991   | Palomar                | H. E. Holt                                       |
| 26113                 | 1991 PL18    | 8 tháng 8 năm 1991   | Palomar                | H. E. Holt                                       |
| 26114 -               | 1991 QG      | 31 tháng 8 năm 1991  | Kiyosato               | S. Otomo                                         |
| 26115                 | 1991 RG17    | 15 tháng 9 năm 1991  | Palomar                | H. E. Holt                                       |
| 26116                 | 1991 RW17    | 13 tháng 9 năm 1991  | Palomar                | H. E. Holt                                       |
| 26117                 | 1991 RX21    | 11 tháng 9 năm 1991  | Palomar                | H. E. Holt                                       |
| 26118                 | 1991 TH      | 1 tháng 10 năm 1991  | Siding Spring          | R. H. McNaught                                   |
| 26119 Duden           | 1991 TN7     | 7 tháng 10 năm 1991  | Tautenburg Observatory | F. Börngen                                       |
| 26120                 | 1991 VZ2     | 5 tháng 11 năm 1991  | Dynic                  | A. Sugie                                         |
| 26121                 | 1992 BX      | 28 tháng 1 năm 1992  | Kushiro                | S. Ueda, H. Kaneda                               |
| 26122 -               | 1992 CS2     | 2 tháng 2 năm 1992   | La Silla               | E. W. Elst                                       |
| 26123 -               | 1992 OK      | 29 tháng 7 năm 1992  | Geisei                 | T. Seki                                          |
| 26124                 | 1992 PG2     | 2 tháng 8 năm 1992   | Palomar                | H. E. Holt                                       |
| 26125 -               | 1992 RG      | 3 tháng 9 năm 1992   | Kiyosato               | S. Otomo                                         |
| 26126 -               | 1992 RD2     | 2 tháng 9 năm 1992   | La Silla               | E. W. Elst                                       |
| 26127 Otakasakajyo    | 1993 BL2     | 19 tháng 1 năm 1993  | Geisei                 | T. Seki                                          |
| 26128 -               | 1993 BO10    | 22 tháng 1 năm 1993  | Kitt Peak              | Spacewatch                                       |
| 26129 -               | 1993 DK      | 19 tháng 2 năm 1993  | Oohira                 | T. Urata                                         |
| 26130 -               | 1993 FQ11    | 17 tháng 3 năm 1993  | La Silla               | UESAC                                            |
| 26131 -               | 1993 FE20    | 17 tháng 3 năm 1993  | La Silla               | UESAC                                            |
| 26132 -               | 1993 FF24    | 21 tháng 3 năm 1993  | La Silla               | UESAC                                            |
| 26133 -               | 1993 FS26    | 21 tháng 3 năm 1993  | La Silla               | UESAC                                            |
| 26134 -               | 1993 FY34    | 19 tháng 3 năm 1993  | La Silla               | UESAC                                            |
| 26135                 | 1993 GL1     | 12 tháng 4 năm 1993  | La Silla               | H. Debehogne                                     |
| 26136 -               | 1993 OK7     | 20 tháng 7 năm 1993  | La Silla               | E. W. Elst                                       |
| 26137 -               | 1993 QV1     | 16 tháng 8 năm 1993  | Caussols               | E. W. Elst                                       |
| 26138 -               | 1993 TK25    | 9 tháng 10 năm 1993  | La Silla               | E. W. Elst                                       |
| 26139 -               | 1993 TK32    | 9 tháng 10 năm 1993  | La Silla               | E. W. Elst                                       |
| 26140 -               | 1994 CX10    | 7 tháng 2 năm 1994   | La Silla               | E. W. Elst                                       |
| 26141 -               | 1994 GR2     | 5 tháng 4 năm 1994   | Kitt Peak              | Spacewatch                                       |
| 26142                 | 1994 PL1     | 3 tháng 8 năm 1994   | Siding Spring          | R. H. McNaught                                   |
| 26143 -               | 1994 PF5     | 10 tháng 8 năm 1994  | La Silla               | E. W. Elst                                       |
| 26144 -               | 1994 PG7     | 10 tháng 8 năm 1994  | La Silla               | E. W. Elst                                       |
| 26145 -               | 1994 PG18    | 12 tháng 8 năm 1994  | La Silla               | E. W. Elst                                       |
| 26146 -               | 1994 PF27    | 12 tháng 8 năm 1994  | La Silla               | E. W. Elst                                       |
| 26147 -               | 1994 PS32    | 12 tháng 8 năm 1994  | La Silla               | E. W. Elst                                       |
| 26148 -               | 1994 PN37    | 10 tháng 8 năm 1994  | La Silla               | E. W. Elst                                       |
| 26149 -               | 1994 PU37    | 10 tháng 8 năm 1994  | La Silla               | E. W. Elst                                       |
| 26150 -               | 1994 RW11    | 4 tháng 9 năm 1994   | Palomar                | E. F. Helin                                      |
| 26151 Irinokaigan     | 1994 TT3     | 2 tháng 10 năm 1994  | Geisei                 | T. Seki                                          |
| 26152                 | 1994 UF      | 24 tháng 10 năm 1994 | Siding Spring          | R. H. McNaught                                   |
| 26153                 | 1994 UY      | 31 tháng 10 năm 1994 | Nachi-Katsuura         | Y. Shimizu, T. Urata                             |
| 26154 -               | 1994 VF1     | 4 tháng 11 năm 1994  | Oizumi                 | T. Kobayashi                                     |
| 26155 -               | 1994 VL7     | 8 tháng 11 năm 1994  | Kiyosato               | S. Otomo                                         |
| 26156 -               | 1994 WT      | 25 tháng 11 năm 1994 | Oizumi                 | T. Kobayashi                                     |
| 26157 -               | 1994 WA1     | 25 tháng 11 năm 1994 | Oizumi                 | T. Kobayashi                                     |
| 26158 -               | 1994 WH1     | 27 tháng 11 năm 1994 | Oizumi                 | T. Kobayashi                                     |
| 26159                 | 1994 WN3     | 28 tháng 11 năm 1994 | Kushiro                | S. Ueda, H. Kaneda                               |
| 26160 -               | 1994 XR4     | 9 tháng 12 năm 1994  | Oizumi                 | T. Kobayashi                                     |
| 26161 -               | 1995 BY2     | 27 tháng 1 năm 1995  | Kiyosato               | S. Otomo                                         |
| 26162 -               | 1995 BB14    | 31 tháng 1 năm 1995  | Kitt Peak              | Spacewatch                                       |
| 26163 -               | 1995 DW      | 20 tháng 2 năm 1995  | Oizumi                 | T. Kobayashi                                     |
| 26164 -               | 1995 FK4     | 23 tháng 3 năm 1995  | Kitt Peak              | Spacewatch                                       |
| 26165 -               | 1995 FJ6     | 23 tháng 3 năm 1995  | Kitt Peak              | Spacewatch                                       |
| 26166 -               | 1995 QN3     | 31 tháng 8 năm 1995  | Kitt Peak              | Spacewatch                                       |
| 26167 -               | 1995 SA1     | 18 tháng 9 năm 1995  | Trạm Catalina          | T. B. Spahr                                      |
| 26168 Kanaikiyotaka   | 1995 WT8     | 24 tháng 11 năm 1995 | Ojima                  | T. Niijima                                       |
| 26169 Ishikawakiyoshi | 1995 YY      | 21 tháng 12 năm 1995 | Oizumi                 | T. Kobayashi                                     |
| 26170 Kazuhiko        | 1996 BH2     | 24 tháng 1 năm 1996  | Ojima                  | T. Niijima                                       |
| 26171 -               | 1996 BY2     | 17 tháng 1 năm 1996  | Kitami                 | K. Endate, K. Watanabe                           |
| 26172 -               | 1996 BV5     | 18 tháng 1 năm 1996  | Kitt Peak              | Spacewatch                                       |
| 26173 -               | 1996 DQ2     | 23 tháng 2 năm 1996  | Oizumi                 | T. Kobayashi                                     |
| 26174 -               | 1996 EP1     | 15 tháng 3 năm 1996  | Haleakala              | NEAT                                             |
| 26175 -               | 1996 EZ15    | 13 tháng 3 năm 1996  | Kitt Peak              | Spacewatch                                       |
| 26176 -               | 1996 GD2     | 15 tháng 4 năm 1996  | Haleakala              | AMOS                                             |
| 26177 Fabiodolfi      | 1996 GN2     | 12 tháng 4 năm 1996  | San Marcello           | L. Tesi, A. Boattini                             |
| 26178                 | 1996 GV2     | 11 tháng 4 năm 1996  | Xinglong               | Chương trình tiểu hành tinh Bắc Kinh Schmidt CCD |
| 26179 -               | 1996 GL3     | 9 tháng 4 năm 1996   | Kitt Peak              | Spacewatch                                       |
| 26180 -               | 1996 GS9     | 13 tháng 4 năm 1996  | Kitt Peak              | Spacewatch                                       |
| 26181                 | 1996 GQ21    | 12 tháng 4 năm 1996  | Steward Observatory    | N. Danzl                                         |
| 26182 -               | 1996 HW8     | 17 tháng 4 năm 1996  | La Silla               | E. W. Elst                                       |
| 26183 -               | 1996 HG15    | 17 tháng 4 năm 1996  | La Silla               | E. W. Elst                                       |
| 26184 -               | 1996 HC25    | 20 tháng 4 năm 1996  | La Silla               | E. W. Elst                                       |
| 26185 -               | 1996 NG      | 14 tháng 7 năm 1996  | Haleakala              | NEAT                                             |
| 26186 -               | 1996 SJ3     | 20 tháng 9 năm 1996  | Kitt Peak              | Spacewatch                                       |
| 26187                 | 1996 XA27    | 12 tháng 12 năm 1996 | Xinglong               | Chương trình tiểu hành tinh Bắc Kinh Schmidt CCD |
| 26188                 | 1996 YE2     | 22 tháng 12 năm 1996 | Xinglong               | Beijing Schmidt CCD Asteroid Program             |
| 26189 -               | 1997 AX12    | 10 tháng 1 năm 1997  | Oizumi                 | T. Kobayashi                                     |
| 26190 -               | 1997 BG3     | 30 tháng 1 năm 1997  | Oizumi                 | T. Kobayashi                                     |
| 26191 -               | 1997 CZ2     | 3 tháng 2 năm 1997   | Oizumi                 | T. Kobayashi                                     |
| 26192 -               | 1997 CH16    | 6 tháng 2 năm 1997   | Kitt Peak              | Spacewatch                                       |
| 26193 -               | 1997 CL20    | 12 tháng 2 năm 1997  | Oizumi                 | T. Kobayashi                                     |
| 26194 Chasolivier     | 1997 CO26    | 10 tháng 2 năm 1997  | Kitt Peak              | Spacewatch                                       |
| 26195 Černohlávek     | 1997 EN      | 1 tháng 3 năm 1997   | Ondřejov               | P. Pravec                                        |
| 26196                 | 1997 EF46    | 9 tháng 3 năm 1997   | Xinglong               | Chương trình tiểu hành tinh Bắc Kinh Schmidt CCD |
| 26197 Bormio          | 1997 FN1     | 31 tháng 3 năm 1997  | Sormano                | F. Manca, P. Sicoli                              |
| 26198 -               | 1997 GJ13    | 3 tháng 4 năm 1997   | Socorro                | LINEAR                                           |
| 26199 -               | 1997 GP13    | 3 tháng 4 năm 1997   | Socorro                | LINEAR                                           |
| 26200 -               | 1997 GF17    | 3 tháng 4 năm 1997   | Socorro                | LINEAR                                           |